# Liridona Syla
Liridona Syla (Skenderaj, Yugoslavia; 5 de febrero de 1986) es una futbolista kosovar. Juega como defensa y su equipo actual es el KFF Mitrovica de la Liga de Fútbol Femenino de Kosovo, además forma parte de la selección nacional femenina de Kosovo.

## Selección nacional
El 27 de febrero de 2017, fue nombrada parte de la selección de Kosovo para la Copa de Turquía femenina de 2017. El 1 de marzo de 2017, hizo su debut en un partido contra Polonia después de entrar como suplente.

## Palmarés
KFF Hajvalia
- Liga de Fútbol Femenino de Kosovo (1): 2016/2017.

KFF Mitrovica
- Liga de Fútbol Femenino de Kosovo (2): 2018/2019, 2019/2020.